# كاتدرائية القديسة مريم (أرومية)
كاتدرائية القديسة مريم (بالفارسيَّة: کلیسای جامع سنت مری) وتسمى أيضًا كاتدرائية القديسة مريم أم الرب، وهي عبارة عن مبنى ديني تابع للكنيسة الكاثوليكية التي تتبع الطقوس الكلدانية وتقع في مهدي الإدام بشارع مرزيان في مدينة أرومية الواقعة في محافظة أذربيجان الغربية في شمال إيران وبالقرب من الحدود مع تركيا.
وتتبع الكنيسة الطقوس الكلدانية وهي أحد الكاتدرائيات الكلدانية الكاثوليكية الأربع العاملة في إيران. الكنيسة هي أيضاً مقرًا لأبرشية أرومية الكلدانية الكاثوليكية، التابعة لأسقفيّة سالماس الكلدانية الكاثوليكية.
يعود تاريخ بناء الكنيسة إلى الفترة ما بين عام 1881 وعام 1885، وقد تم تدميرها في عام 1918 وأعيد فتحها في عام 1954. ويقع تحت المسؤولية الرعوية للأسقف توماس ميرام.